# 陳震亨
陳震亨（？—1637年），字百里，紹興府山陰縣人，明朝軍事人物。

## 生平
陳震亨是天啟元年（1621年）的武舉人，五年（1625年）成武進士。崇禎十年（1637年）流寇聚集在泗陵，他奉詔以都指揮調守當地；七月時按臣梁雲搆徵召他消滅在盱眙的流寇，他憤慨的說：「朝廷重視陵寢，沒有盱眙就沒有陵寢。為臣此時會拼命保護！」陳震亨部下浙兵只有五百人，但能殺死不少敵軍，殲滅對方頭目；因此對方憤而合圍追擊，他的軍隊欠缺外援，殺死數十人後被擒，大罵對方而死，屍體僵直、怒目而視。朝廷得知後追贈昭勇將軍，在其死去位置建祠祭祀，蔭襲一子，到乾隆四十一年（1776年）追諡烈愍。

## 引用
1. 1 2  嘉慶《山陰縣志·卷十四·鄉賢二》：陳震亨，字百里，天啟乙丑武進士。崇禎間流氛逼泗陵，奉詔以都指揮調守。七月寇大集盱眙，按臣梁雲搆徵師勦禦，震亨慨然曰：「朝廷重陵寢，無盱眙則無陵寢矣。臣子致命在此時也！」時寇勢方張，震亨所率浙兵僅五百，殺賊無算，殲其賊首。賊遂大譟，合圍追擊，自辰至酉飢且渴，外援莫至，矢盡兵絕為賊射落，兜鍪乃裂帛纏首。戰益力，格殺數十人被執，罵賊至斷舌詈聲不絕，死時僵立不仆，怒目裂出。事聞，詔贈昭勇將軍，建祠死所，蔭一子。國朝乾隆四十一年諡烈愍。
2. ↑  嘉慶《山陰縣志·卷十·選舉一》：熹宗天啟元年辛酉（舉人）……陳震亨 見甲科
3. ↑  《欽定勝朝殉節諸臣錄·卷五》：通謚烈愍諸臣下……泗州守備 一作都司 指揮陳正亨，江陰人；崇禎十年，與都司王寅同守泗陵，戰死 見明史及輯覽 。